# Pekan Tutong
Pour les articles homonymes, voir Tutong.
Pekan Tutong est une ville du Brunei, capitale du district de Tutong. Elle également l'une des plus grandes villes du pays, avec une population de plus de 17 500 habitants.

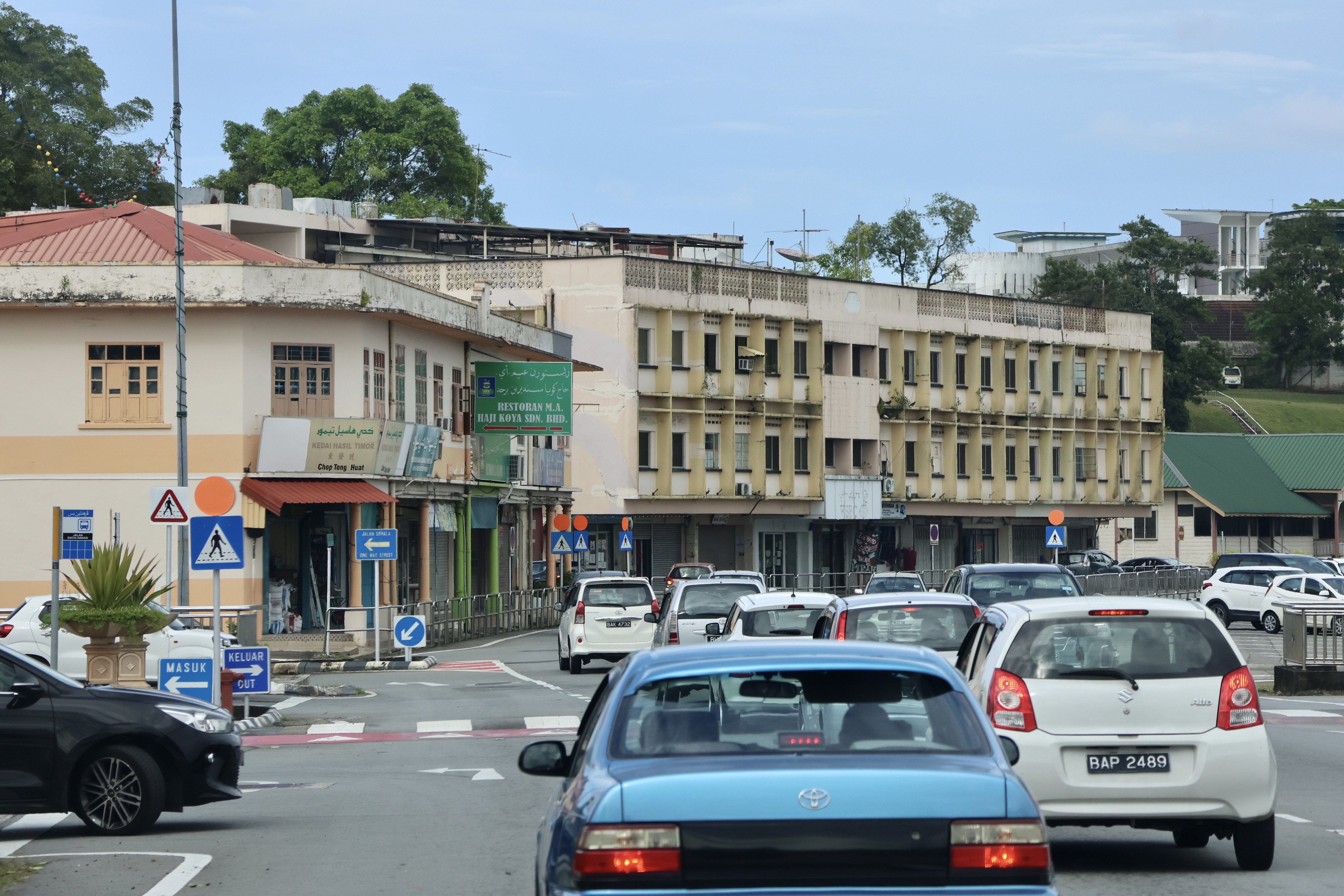
Tutong 2023

## Géographie
Pekan Tutong se trouve dans le nord du Brunei. La ville dispose d'une façade maritime avec la mer de Chine méridionale